# Изола-дель-Кантоне
Изола-дель-Кантоне (итал. Isola del Cantone) — коммуна в Италии, располагается в регионе Лигурия, в провинции Генуя.
Население составляет 1545 человек (2008 г.), плотность населения составляет 32 чел./км². Занимает площадь 48 км². Почтовый индекс — 16017. Телефонный код — 010.
Покровителем коммуны почитается святой первомученик Стефан и святой Иннокентий, празднование во второе воскресенье августа.

## Демография
Динамика населения:

## Администрация коммуны
- Официальный сайт: http://www.comune.isoladelcantone.ge.it/ Архивная копия от 22 октября 2010 на Wayback Machine